# جون دنيس (سياسي)
جون دنيس (بالإنجليزية: John Dennis)‏ هو محامي وسياسي أمريكي، ولد في 17 ديسمبر 1771 في مقاطعة ورسستر في الولايات المتحدة، وتوفي في 17 أغسطس 1806 في فيلادلفيا في الولايات المتحدة. حزبياً، نشط في الحزب الفيدرالي الأمريكي. وقد انتخب عضو مجلس النواب لولاية ماريلند وانتخب عضو مجلس النواب الأمريكي.